# 前橋市立二之宮小学校
前橋市立二之宮小学校（まえばししりつ にのみやしょうがっこう）は、群馬県前橋市にある公立小学校。1874年（明治7年）12月24日開校。

## 所在地
群馬県前橋市二之宮町1814番地

## 学区
- 飯土井町[1]
- 新井町
- 二之宮町
- 今井町